# Thauvenay
Thauvenay – miejscowość i gmina we Francji, w Regionie Centralnym, w departamencie Cher.
Według danych na rok 1990 gminę zamieszkiwało 295 osób, a gęstość zaludnienia wynosiła 30 osób/km² (wśród 1842 gmin Centre, Thauvenay plasuje się na 846. miejscu pod względem liczby ludności, natomiast pod względem powierzchni na miejscu 1155.).